# Костромской лён
Костромско́й лён — собирательное название льняных тканей и изделий из них, производящихся на территории Костромской области. Промысел восходит к X веку. На начало XXI века испытывает серьёзные проблемы из-за глобального сокращения площадей засева льна на территории области и в близлежащих регионах. Нуждается в государственной поддержке; под угрозой исчезновения.

## История
По мнению исследователей, производить лён на территории Костромской области начали ещё в X веке. Неприхотливый цветок хорошо рос на скудных землях, недостаточно пригодных для сельскохозяйственных культур. Изначально производство тканей было домашним производством, но уже в XV веке костромские льняные ткани поставляются на продажу в Англию, Голландию, страны Азии.
В XVIII веке в Костроме начинают открываться первые мануфактуры. В XX веке на территории Костромской области действовало уже 18 льнозаводов. После революции производство льняных тканей значительно выросло: в 1924 году изготавливали в два раза больше тканей, чем в 1913. Во время Великой Отечественной войны фабрики Костромской области отправили на фронт 25 миллионов метров льна только за 1941 год.
В советское время на область приходилась третья часть всех льняных тканей, производящихся в России. В начале XXI века основной проблемой костромских льняных мануфактур является отсутствие сырья: засевы льна на территории области практически прекращены; китайские конкуренты имеют возможность назначать более низкие цены на свою продукцию благодаря государственной поддержке. Из-за отсутствия качественного сырья нет возможности модернизировать производство. Мануфактуры нуждаются в государственном финансировании и возобновлении посевов льна.
В Костроме действует «Музей-усадьба льна и бересты», открытый в 2005 году. Также есть Музей льна при Новой Костромской Льняной Мануфактуре. При мануфактуре с 2015 года проводят фестиваль «Костромская льняница».

## Мануфактуры

### Полотняная мануфактура братьев Ашастиных
В 1760 годах братья Яков, Семён, Андрей, Косма, Илья и Фёдор Ашастины открыли Полотняную мануфактуру в Костроме на улице Мшанской. В 1784 году на фабрике работало 150 рабочих, в 1800 — уже 500, производилось 500 тысяч метров льняного полотна. Ткани поставлялись на экспорт, в основном в Англию. На средства, полученные от продажи льна, в 1768 году Ашастины построили пятиглавую каменную церковь Иоакима и Анны на улице Мшанской (разрушена в XX веке).
В 1812 году братья Фёдор и Пётр Ашастины пожертвовали костромскому ополчению 150 кусков льняного полотна. Производство разрасталось — были открыты ещё несколько мануфактур. Однако действия государственных чиновников, предпочитающих закупать сукно и парусину для армии и флота в Англии, привели к разорению и банкротству костромских купцов. В 1841 году мануфактуры Ашастиных перешли в казну.

### Товарищество купцов Зотовых
Московские купцы А. А. и К. А. Зотовы в 1859 году открыли в Костроме льнопрядильную фабрику на 1600 веретён. Уже в 1901 году на фабрике числилось 23 тысячи веретён, и она состояла из трёх отделений: льнопрядильного, ткацкого и белильного. На фабрике работало 2 тысячи человек; производили суровые и белые полотна, равендук, коломянку, рогожку, скатерти, полотенца и т. д. В 1901 году фабрика выпустила 3200 аршин продукции. После революции фабрика была переименована и продолжала работать до 2010 года. Закрыта в связи с сокращением посевов льна.

### Товарищество Новой Костромской Льняной мануфактуры
В 1866 году купцы П. М. Третьяков и С. М. Третьяков, В. Д. Коншин и К. Я. Кашин создали Товарищество Новой Костромской Льняной мануфактуры, состоящее из льнопрядильной и льноткацкой фабрик. К началу XX века это производство было самым крупным (из льнопрядильных) в России: на нём работало около 6 тысяч человек. В 1899 году фабрика удостоилась чести быть поставщиком Императорского двора. Изделия мануфактуры получили Гран-при на Всемирной выставке в Париже (1900) и Всемирной выставке в Турине (1911).
В 1913 году на фабрике производили почти 10 тысяч аршин ткани: в 23 раза больше, чем в год открытия. В этом же году были выпущены полотенца очень высокого качества к юбилею дома Романовых — они были преподнесены в дар Николаю II, когда он проезжал через Кострому.
Фабрика выпускала различные ткани — суровые, белые, окрашенные; для столовых принадлежностей, белья, одежды и технических нужд. Купец Павел Третьяков на доходы от продажи льна собрал коллекцию живописи и передал её в дар Москве, поэтому костромичи говорят: «Третьяковка выросла из семени льна». Несмотря на сокращение производства фабрике удалось открыть на своей производственной базе несколько самостоятельных текстильных проектов, один из которых "Русский ткач" занимается изготовлением холстов для живописи из обработанного льна (котольна).

## Художественные особенности
Льняные ткани могут быть разной толщины и качества — смотря по тому, для каких целей они предназначены. На толщину и качество тканей влияют приёмы кручения нитей и системы переплетений. Наиболее древние — браная и закладная техника, которые выполнялись ещё на ручных станках. Современные — полотняное и саржевое переплетение. Для полотняного продольные и поперечные нити располагаются в шахматном порядке, перекрывая друг друга по очереди. Для саржевого нити переплетают со сдвигом, из-за чего на ткани образуется рисунок из фрагментальных полос.
Из льняных тканей производят широкий ассортимент продукции: мужскую и женскую одежду, постельное бельё, столовые принадлежности, изделия для технических нужд. Цвет изделий может быть как природным, серо-бежевым, так и белым, и цветным. С давних пор льняные изделия украшались кружевом и вышивкой, также являющимися самостоятельными народными промыслами.